# Lars August Weser
Lars August Weser, född 27 juli 1809 i Stockholm, död där 29 september 1886, var en svensk ämbetsman och skådespelsförfattare.
Lars August Weser var son till borgmästaren Lars Ludwig Weser och Sophia Charlotta Leverin. Han blev efter skolgång i Stockholms gymnasium student vid Uppsala universitet 1826 och avlade 1828 examen för inträde i rättegångsverken. 1829 började han tjänstgöra vid Stockholms stads rättegångsverk, 1847 blev han stadsnotarie, 1848 rådman och 1868 handelsborgmästare samt byggnings- och ämbetsborgmästare. Han tog 1874 avsked från dessa ämbeten, vars siste innehavare han var. Han var känd som en skicklig ämbetsman och innehade en mängd uppdrag inom Stockholms stad. Weser var även verksam som teaterförfattare. Han utförde flera översättningar, samt skrev komedierna Penningar och gamla anor (1834) och Aktörerne rivaler (1835, tillsammans med skådespelaren Per Erik Sevelin), vådevillerna Hobergsgubben (1836) och Inomhus (1845) samt vådevillmonologen Studenten i klämman (1845). Vidare utgav han bland annat Konkurs-lagen, jemte dithörande författningar (1863).